# Галлер-Фиони, Гавриил Иванович
Гавриил Иванович Галлер-Фиони (1798—1854) — статский советник, художник, педагог, переводчик, академик Императорской Академии художеств, директор Белостокской гимназии и Виленского дворянского института.

## Биография
Гавриил Галлер-Фиони родился в 1798 году. Получив домашнее воспитание, на 13-м году жизни поступил в учебное заведение, где обнаружил способность к живописи. Он занимался ботаникой и составил живописный гербарий. По окончании учёбы в 1816 году поступил чертёжником в Главное управление путей сообщения и публичных зданий.
Затем Галлер-Фиони состоял при строительных комитетах в Москве и в штабе военных поселений, где в 1832 году достиг звания инспектора строительной комиссии.
В 1825 году был приглашен преподавателем механики и рисования в Московское ремесленное учебное заведение и получил место адъюнкта при Московском университете.
В 1834 году, вследствие пожара, уничтожившего значительную часть Лефортово, генерал-губернатор города Москвы князь Дмитрий Владимирович Голицын учредил комитет для постройки новой части, и Галлер-Фиони был назначен членом этого комитета.
В 1835 году, состоя при Московском генерал-губернаторе, был награждён за заслуги бриллиантовым перстнем. В том же году в чине коллежского советника был назначен директором Белостокской гимназии, которую он преобразовал, затем назначен инспектором училищ Белорусского учебного округа и, наконец, директором Дворянского института в Вильно.
В 1842 году Гавриил Иванович Галлер-Фиони был произведён в статские советники и в 1847 году награждён орденом Святой Анны 2-й степени, а в 1849 году — орденом святой Анны 2-й степени, украшенным Императорской короной.
В 1852 году по собственному прошению уволен в почётную отставку с пенсионом.
Его некролог в «Северной пчеле» указывает, что им в Москве изданы по механике переводы с английского, но какие именно — не уточняется.
С 1816 по 1836 год Галлер-Фиони постоянно занимался живописью. В Москве в 1818 году он дважды посвящал Императрице Елизавете Алексеевне картины, изображающие плоды и цветы, за что получил бриллиантовый перстень, и пожелал быть избранным в члены Императорской Академии художеств, которая предложила ему для звания академика написать картину масляными красками на тему, соответствовавшую усмотренным в нем способностям и дарованию к подражанию природе (представить «во внутренности комнаты на мраморном столе в стеклянном сосуде, также на блюде, в корзине или в красивой фарфоровой вазе, разных родов цветы и плоды с различными насекомыми»). В ноябре 1819 года он представил картину «цветы и закуски» и 25 ноября получил звание академика. Картина эта была оставлена на сохранение в Академии.
Почётный член Московского общества исследователей природы. при Московском университете.
Гавриил Иванович Галлер-Фиони умер 14 (26) мая 1854 года в городе Санкт-Петербурге и был погребен в Воскресенском монастыре. На его надгробии была выбита следующая надпись, характеризующая его душевные свойства: «Вот имя славное твое в лучах блестит! Так образ твой горит в сердцах, плененных красотой твоей, душой высокой, добротой в твоих делах, чувств, мыслей скромной простотой».